# Домнешти (Бистрица-Насауд)
Домнешти (рум. Domnești) насеље је у Румунији у округу Бистрица-Насауд у општини Маришелу. Oпштина се налази на надморској висини од 331 m.

## Становништво
Према подацима из 2002. године у насељу је живело 756 становника.

### Попис2002.
| Расподела становништва по националности 2002.‍ | Расподела становништва по националности 2002.‍ | Расподела становништва по националности 2002.‍ | Расподела становништва по националности 2002.‍ | Расподела становништва по националности 2002.‍ |
| --------------------------------------------- | --------------------------------------------- | --------------------------------------------- | --------------------------------------------- | --------------------------------------------- |
|                                               |                                               |                                               |                                               |                                               |
| Румуни                                        | Румуни                                        |                                               | 660                                           | 87,8%                                         |
| Мађари                                        | Мађари                                        |                                               | 8                                             | 1,1%                                          |
| Роми                                          | Роми                                          |                                               | 84                                            | 11,2%                                         |